# Lista de conflitos relacionados à Guerra Fria
Embora a Guerra Fria em si nunca tenha escalado para o confronto direto entre os seus principais protagonistas, ocorreram diversos conflitos relacionados à Guerra Fria em todo o mundo, abrangendo todo o período normalmente prescrito para ela (12 de março de 1947 a 26 de dezembro de 1991, um total de 44 anos, 9 meses e 2 semanas).
| Conflito                                             | Data do início          | Data do término         | Localização                                             | Região                           |
| ---------------------------------------------------- | ----------------------- | ----------------------- | ------------------------------------------------------- | -------------------------------- |
| Dekemvriana                                          | 3 de dezembro de 1944   | 11 de janeiro de 1945   | Reino da Grécia                                         | Europa meridional                |
| Resistência anticomunista na Polônia                 | 1944                    | 1947 (1963)             | República Popular da Polônia                            | Europa Central                   |
| Insurgência nos Estados Bálticos                     | 1944                    | 1953                    | Estônia Latvia Lituânia                                 | Europa Setentrional              |
| Conflito coreano                                     | 1945                    | Presente                | Coreia do Norte Coreia do Sul                           | Leste Asiático                   |
| Guerra no Vietnã (1945–1946)                         | 15 de agosto de 1945    | 30 de março de 1946     | Indochina Francesa                                      | Sudeste Asiático                 |
| Crise no Irã de 1946                                 | 15 de novembro de 1945  | 15 de dezembro de 1946  | Irã                                                     | Europa meridional                |
| Guerra Civil da Grécia                               | 30 de março de 1946     | 16 de outubro de 1949   | Reino da Grécia                                         | Europa meridional                |
| Incidente no Canal de Corfu                          | 15 de maio de 1946      | 13 de novembro de 1946  | Estreitos de Corfu                                      | Europa meridional                |
| Guerra Civil Chinesa (pós-Segunda Guerra Mundial)    | 31 de março 1946        | 1 de maio de 1950       | China                                                   | Leste Asiático                   |
| Rebelião Hukbalahap                                  | 4 de julho de 1946      | 17 de maio de 1954      | Filipinas                                               | Sudeste Asiático                 |
| Primeira Guerra da Indochina                         | 19 de dezembro de 1946  | 1 de agosto de 1954     | Indochina Francesa                                      | Sudeste Asiático                 |
| Golpe de Praga                                       | 20 de fevereiro de 1948 | 25 de fevereiro de 1948 | Checoslováquia                                          | Europa Central                   |
| Conflito árabe-israelense (entre 1949–1991)          | 15 de maio de 1948      | Presente                | Israel Palestina                                        | Sudoeste Asiático                |
| Emergência Malaia                                    | 16 de junho de 1948     | 12 de julho de 1960     | Federação Malaia                                        | Sudeste Asiático                 |
| Bloqueio de Berlim                                   | 24 de junho de 1948     | 12 de maio de 1949      | Zonas ocupadas pelos Aliados na Alemanha                | Europa Ocidental                 |
| Guerra da Coreia                                     | 25 de junho de 1950     | 27 de julho de 1953     | Coreia do Norte Coreia do Sul                           | Leste Asiático                   |
| Revolução Egípcia de 1952                            | 22 de julho de 1952     | 26 de julho de 1952     | Reino do Egito                                          | Norte de África                  |
| Revolta de 1953 na Alemanha Oriental                 | 16 de junho de 1953     | 17 de junho de 1953     | Alemanha Oriental                                       | Europa Oriental                  |
| Revolução Cubana                                     | 26 de julho de 1953     | 1 de janeiro de 1959    | Cuba                                                    | Caribe                           |
| Golpe de Estado no Irã em 1953                       | 15 de agosto de 1953    | 20 de agosto de 1953    | Irã                                                     | Europa meridional                |
| Guerra Civil do Laos                                 | 9 de novembro de 1953   | 2 de dezembro de 1975   | Reino do Laos                                           | Sudeste Asiático                 |
| Golpe de Estado na Guatemala em 1954                 | 18 de junho de 1954     | 27 de junho de 1954     | Guatemala                                               | América Central                  |
| Primeira Crise do Estreito de Taiwan                 | 3 de setembro de 1954   | 1 de maio de 1955       | Estreito de Taiwan                                      | Leste Asiático                   |
| Guerra do Vietnã                                     | 1 de novembro de 1955   | 30 abril de 1975        | Vietnã do Norte Vietnã do Sul                           | Sudeste Asiático                 |
| Protestos de 1956 em Poznań                          | 28 de junho de 1956     | 30 de junho de 1956     | República Popular da Polônia                            | Europa Central                   |
| Revolução Húngara de 1956                            | 23 de outubro de 1956   | 10 de novembro de 1956  | República Popular da Hungria                            | Europa Central                   |
| Crise de Suez                                        | 29 de outubro de 1956   | 7 de novembro de 1956   | Egito                                                   | Norte de África                  |
| Revolução de 14 de Julho                             | 14 de julho de 1958     | 14 de julho de 1958     | Federação Árabe                                         | Sudoeste Asiático                |
| Segunda Crise do Estreito de Taiwan                  | 23 de agosto de 1958    | 6 de outubro de 1958    | Estreito de Taiwan                                      | Leste Asiático                   |
| Revolta no Tibete em 1959                            | 10 de março de 1959     | 21 de março de 1959     | Tibete                                                  | Ásia Central                     |
| Incidente com avião U-2 em 1960                      | 1 de maio de 1960       | 1 de maio de 1960       | União Soviética                                         | Europa Oriental                  |
| Crise do Congo                                       | 30 de junho de 1960     | 25 de novembro de 1965  | Congo                                                   | África Central                   |
| Guerra Civil da Guatemala                            | 13 de novembro de 1960  | 19 de dezembro de 1996  | Guatemala                                               | América Central                  |
| Guerra Colonial Portuguesa                           | 4 de fevereiro de 1961  | 25 de abril de 1974     | Angola Portuguesa Moçambique Português Guiné Portuguesa | África Ocidental Sul da África   |
| Guerra de Independência de Angola                    | 4 de fevereiro de 1961  | 15 de janeiro de 1975   | Angola Portuguesa                                       | Sul da África                    |
| Invasão da Baía dos Porcos                           | 17 de abril de 1961     | 19 de abril de 1961     | Cuba                                                    | Caribe                           |
| Crise de Berlim de 1961                              | 4 de junho de 1961      | 9 de novembro 1961      | Alemanha Oriental                                       | Europa Oriental                  |
| Revolução Nicaraguense                               | 23 de julho de 1961     | 25 de abril de 1990     | Nicarágua                                               | América Central                  |
| Guerra de Independência da Eritreia                  | 1 de setembro de 1961   | 29 de maio de 1991      | Etiópia                                                 | África Oriental                  |
| Crise dos mísseis de Cuba                            | 14 de outubro de 1962   | 28 de outubro de 1962   | Cuba                                                    | Caribe                           |
| Guerra sino-indiana                                  | 20 de outubro de 1962   | 21 de novembro de 1962  | Índia China                                             | Ásia Meridional                  |
| Guerra de Independência da Guiné-Bissau              | 23 de janeiro de 1963   | 11 setembro de 1974     | Guiné Portuguesa                                        | África Ocidental                 |
| Golpe de Estado no Brasil em 1964                    | 31 de março de 1964     | 1 de abril de 1964      | Brasil                                                  | América do Sul                   |
| Guerra Civil da Rodésia                              | 31 de março de 1964     | 12 de dezembro de 1979  | Rodésia                                                 | Sul da África                    |
| Guerra da Independência de Moçambique                | 25 de setembro de 1964  | 8 de setembro de 1974   | Moçambique Português                                    | África Oriental                  |
| Conflito armado na Colômbia                          | 27 de maio 1964         | Presente                | Colômbia                                                | América do Sul                   |
| Insurgência Comunista na Tailândia                   | 1 de janeiro de 1965    | 26 de abril de 1983     | Tailândia                                               | Sudeste Asiático                 |
| Guerra Civil Dominicana                              | 24 de abril de 1965     | 3 de setembro de 1965   | República Dominicana                                    | Caribe                           |
| Invasão da República Dominicana pelos Estados Unidos | 28 de abril de 1965     | 1 de julho de 1966      | República Dominicana                                    | Caribe                           |
| Guerra Indo-Paquistanesa de 1965                     | 15 de agosto de 1965    | 23 de setembro de 1965  | Índia                                                   | Subcontinente indiano            |
| Movimento de 30 de Setembro                          | 30 de setembro de 1965  | 1 de outubro de 1965    | Indonésia                                               | Sudeste Asiático                 |
| Massacre na Indonésia de 1965–1966                   | 1 de outubro de 1965    | Março de 1966           | Indonésia                                               | Sudeste Asiático                 |
| Guerra sul-africana na fronteira                     | 26 de agosto de 1966    | 21 de março de 1990     | Sudoeste Africano Angola                                | Sul da África                    |
| Guerrilha de Ñancahuazú                              | 3 de novembro de 1966   | 9 de outubro de 1967    | Bolívia                                                 | América do Sul                   |
| Ditadura dos coronéis                                | 21 de abril de 1967     | 23 de julho de 1974     | Grécia                                                  | Europa meridional                |
| Guerra dos Seis Dias                                 | 5 de junho de 1967      | 10 de junho de 1967     | Egito Síria Jordânia Israel                             | Sudoeste Asiático                |
| Guerra de Desgaste                                   | 1 de julho de 1967      | 7 de agosto de 1970     | Península do Sinai                                      | Sudoeste Asiático                |
| Insurgência comunista na Malásia                     | 17 de junho de 1968     | 2 de dezembro de 1989   | Malásia                                                 | Sudeste Asiático                 |
| Invasão da Tchecoslováquia                           | 20 de agosto de 1968    | 21 de agosto de 1989    | Checoslováquia                                          | Europa Oriental                  |
| Conflito fronteiriço sino-soviético                  | 2 de março de 1969      | 11 de setembro de 1969  | China União Soviética                                   | Ásia Oriental                    |
| Golpe de estado na Líbia de 1969                     | 1 de setembro de 1969   | 1 de setembro de 1969   | Líbia                                                   | Norte de África                  |
| Golpe de Estado na Somália em 1969                   | 21 de outubro de 1969   | 21 de outubro de 1969   | Somália                                                 | África Oriental                  |
| Setembro Negro na Jordânia                           | 1 de setembro de 1970   | Julho de 1971           | Jordânia                                                | Sudoeste Asiático                |
| Guerra Civil do Camboja                              | 9 de outubro de 1970    | 17 de abril de 1975     | Camboja                                                 | Sudeste Asiático                 |
| Tempestade do Primeiro Trimestre                     | Janeiro de 1970         | Março de 1970           | Filipinas                                               | Sudeste Asiático                 |
| Guerra de Libertação de Bangladesh                   | 26 de março de 1971     | 16 de dezembro de 1971  | Bangladesh                                              | Sudeste Asiático                 |
| Guerra Indo-Paquistanesa de 1971                     | 3 de dezembro de 1971   | 16 de dezembro de 1971  | Bangladesh Paquistão                                    | Sudeste Asiático                 |
| Golpe de Estado no Chile em 1973                     | 11 de setembro de 1973  | 11 de setembro de 1973  | Chile                                                   | América do Sul                   |
| Resistência armada no Chile                          | 11 de setembro de 1973  | 1990                    | Chile                                                   | América do Sul                   |
| Guerra Civil da Etiópia                              | 28 de novembro de 1974  | 21 de maio de 1991      | Etiópia                                                 | África Oriental                  |
| Operação Independência                               | 5 de fevereiro de 1975  | 28 de setembro 1977     | Argentina                                               | América do Sul                   |
| Guerra cambojana-vietnamita                          | 1 de maio de 1975       | 26 de setembro de 1989  | Camboja Vietnã Tailândia                                | Sudeste Asiático                 |
| Guerra Civil Libanesa                                | 13 de abril de 1975     | 13 de outubro de 1990   | Líbano                                                  | Oriente Próximo                  |
| Guerra Civil Angolana                                | 11 de novembro de 1975  | 4 de abril de 2002      | Angola                                                  | Sul da África                    |
| Invasão indonésia de Timor-Leste                     | 7 de dezembro de 1975   | 17 de julho de 1976     | Timor-Leste                                             | Sudeste Asiático                 |
| Operação Entebbe                                     | 4 de julho de 1976      | 4 de julho de 1976      | Uganda                                                  | África Ocidental                 |
| Golpe de Estado na Argentina em 1976                 | 24 de março de 1976     | 24 de março de 1976     | Argentina                                               | América do Sul                   |
| Primeira Guerra de Shaba                             | 8 de março de 1977      | 26 de maio de 1977      | Zaire                                                   | África Central                   |
| Guerra Civil Moçambicana                             | 30 de maio de 1977      | 15 de outubro de 1992   | Moçambique                                              | Sul da África                    |
| Golpe de Estado no Paquistão em 1977                 | 5 de julho de 1977      | 5 de julho de 1977      | Paquistão                                               | Ásia Meridional                  |
| Guerra de Ogaden                                     | 13 de julho de 1977     | 15 de março de 1978     | Etiópia                                                 | África Oriental                  |
| Segunda Guerra de Shaba                              | 11 de maio de 1978      | Junho de 1978           | Zaire                                                   | África Central                   |
| Voo Korean Air Lines 902                             | 20 de abril de 1978     | 20 de abril de 1978     | União Soviética                                         | Europa Oriental                  |
| Revolução Iraniana                                   | 16 de janeiro de 1979   | Fevereiro de 1979       | Irã                                                     | Europa meridional                |
| Guerra sino-vietnamita                               | 17 de fevereiro de 1979 | 16 de março de 1979     | China Vietnã                                            | Sudeste Asiático                 |
| Guerra Civil de El Salvador                          | 9 de maio de 1979       | 16 de janeiro de 1992   | El Salvador                                             | América Central                  |
| Guerra soviética no Afeganistão                      | 24 de dezembro de 1979  | 15 de fevereiro 1989    | Afeganistão                                             | Ásia Central                     |
| Conflito armado no Peru                              | 17 de maio de 1980      | Presente                | Peru                                                    | América do Sul                   |
| Guerra Irã-Iraque                                    | 22 de setembro de 1980  | 20 de agosto de 1988    | Irã Iraque Baathista                                    | Golfo Pérsico                    |
| Guerra de fronteira etíope-somali de 1982            | 23 de junho de 1982     | 3 de agosto de 1982     | Somália                                                 | África Oriental                  |
| Voo Korean Air 007                                   | 1 de setembro de 1983   | 1 de setembro de 1983   | União Soviética                                         | Ásia Oriental                    |
| Invasão de Granada                                   | 25 de outubro 1983      | 15 de dezembro de 1983  | Granada                                                 | Caribe                           |
| Revolução do Poder Popular                           | 22 de fevereiro de 1986 | 25 de fevereiro de 1986 | Filipinas                                               | Sudeste Asiático                 |
| Operação El Dorado Canyon                            | 15 de abril de 1986     | 15 de abril de 1986     | Líbia                                                   | Norte da África                  |
| Revolta 8888                                         | 12 de março de 1988     | 21 de setembro 1988     | Burma                                                   | Ásia                             |
| Invasão do Panamá pelos Estados Unidos               | 20 de dezembro de 1989  | 31 de janeiro de 1990   | Panamá                                                  | América Central                  |
| Revoluções de 1989                                   | 9 de março de 1989      | 27 de abril de 1992     | Países do Bloco Oriental e Pacto de Varsóvia            | Europa Central e Europa Oriental |
| Protesto na Praça da Paz Celestial                   | 15 de abril de 1989     | 4 de junho de 1989      | China                                                   | Leste Asiático                   |
| Revolução de Veludo                                  | 17 de novembro de 1989  | 29 de dezembro de 1989  | Checoslováquia                                          | Europa Central                   |
| Revolução Democrática da Mongólia                    | 10 de dezembro de 1989  | 9 de março de 1990      | Mongólia                                                | Ásia Central                     |
| Revolução Romena de 1989                             | 16 de dezembro de 1989  | 25 de dezembro de 1989  | Romênia                                                 | Europa Central                   |
| Guerra do Golfo                                      | 2 de agosto de 1990     | 28 de fevereiro de 1991 | Iraque Baathista                                        | Sudoeste Asiático                |
| Guerra Civil Iugoslava                               | 31 de março de 1991     | 12 de novembro de 2001  | Iugoslávia                                              | Europa Oriental                  |
| Golpe de Estado na União Soviética                   | 19 de agosto de 1991    | 21 de agosto de 1991    | União Soviética                                         | Europa Oriental                  |